# Natalie Talmadge
Natalie Talmadge (1896-1969) est une actrice du cinéma muet plus connue pour être la sœur de Norma et Constance Talmadge jusqu'à son mariage avec l'acteur Buster Keaton. Elle apparaît notamment dans Intolérance (1916) de D. W. Griffith et Les Lois de l'hospitalité (1923) de Buster Keaton, son dernier rôle. 
Talmadge est née à Brooklyn, New York le 29 avril 1896, bien que sa date de naissance fut parfois déclarée de quatre ans plus tard par sa mère.

## Biographie
Talmadge épousa Buster Keaton le 31 mai 1921, après une cour inhabituelle où ils ne se virent pas pendant deux ans et n'échangèrent pas une seule lettre d'amour. Elle se proposa à lui dans une lettre de janvier de cette année-là en écrivant « Je suis seule à présent avec Mère. Si tu penses encore à moi fais-le moi savoir. » Keaton partit pour l'Est depuis Hollywood en train et l'épousa. Les raisons de leur union n'ont jamais été davantage expliquées. Ils avaient eu des rendez-vous mais sans grande implication. Le bruit courut que c'est Joseph Schenck, alors producteur de l'acteur et mari de Norma, qui influença ce rapprochement, en arguant que cela résoudrait bien des problèmes et laisserait le business dans la famille.
De leur union tumultueuse naquirent deux fils, James, né en 1922, et Robert, né en 1924. Natalie dépensa des sommes prodigieuses en vêtements et demeures luxueuses de Beverly Hills. Après la naissance de son deuxième fils, elle cessa d'avoir des relations sexuelles avec Buster. Sans en comprendre les raisons, Keaton signifia à Natalie et sa mère qu'il ne pourrait s'abstenir et trouverait d'autres partenaires. Il n'avait alors que 28 ans.  
Quelque temps après, la carrière de Buster déclina à la suite de la vente de son contrat avec Schenck à la Metro-Goldwyn-Mayer. Il sortit ouvertement avec d'autres femmes et dépendit de la boisson. Il devient un alcoolique notoire et ingérable. Leur mariage prit alors fin. À la suite de leur divorce fracassant et amer en 1932, Natalie changea légalement les noms de ses enfants en Talmadge, et leur interdit de voir leur père pendant des années.
Dans les années suivantes, elle eut une relation avec l'acteur Larry Kent. Ils vécurent ensemble dans une maison achetée pour elle par sa sœur Constance après la vente en 1933 de la propriété Italian Villa que Keaton avait fait construire pour elle. Mais leur histoire ne dura pas. Elle ne s'est jamais remariée et devient elle aussi sujette à l'alcoolisme. Sa haine envers son ancien mari persista tout au long de sa vie et elle refusa toujours de parler de lui.
Natalie Talmadge est morte d'un arrêt cardiaque en 1969. Elle fut enterrée dans la crypte familiale.

## Filmographie
- 1916 : Intolérance (non crédité)
- 1917 : His Wedding Night (non crédité) : jolie fille dans la voiture
- 1917 : A Country Hero (non crédité)
- 1919 : The Isle of Conquest : Janis Harmon
- 1920 : The Love Expert : Dorcas Winthrop
- 1920 : Yes or No ? de Roy William Neill : Emma Martin
- 1921 : Malec chez les fantômes (The Haunted House) (non crédité) : cliente de la banque qui s'évanouit
- 1921 : Passion Flower : Milagros
- 1923 : Les Lois de l'hospitalité : Virginia Canfield

## Source
- (en) Marion Meade, Buster Keaton:  Cut to the Chase (1995),  (ISBN 0-306-80802-1).

Ce livre comporte de nombreux détails sur la famille Talmadge et le mariage de Natalie avec Keaton.